# Einbecker Brauhaus
Koordinaten: 51° 48′ 57,6″ N, 9° 51′ 48,6″ O

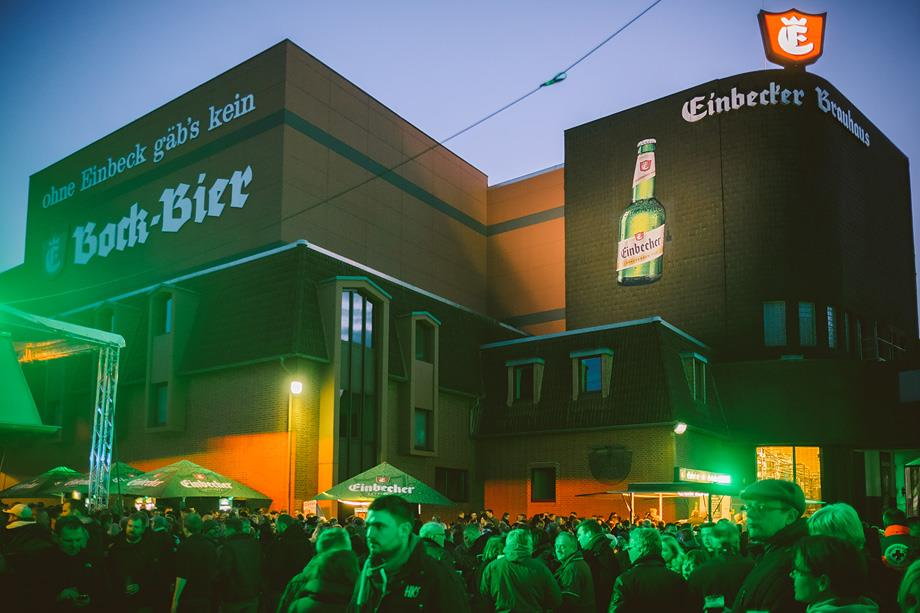
Das Einbecker Brauhaus während des Hoffestes in der Neustadt

Das Einbecker Brauhaus ist eine Brauerei in der niedersächsischen Stadt Einbeck, in der seit dem Mittelalter Bier gebraut wird.

## Unternehmerische Daten
Das Brauhaus ist eine Aktiengesellschaft und beschäftigte im Jahr 2023 121 Mitarbeiter und 15 Auszubildende. Bei einem Bierabsatz von über 437.396 Hektolitern wurde 2023 ein Umsatz von 37,5 Millionen Euro erzielt. Tochtergesellschaften sind unter anderem die Martini Brauerei, die Braumanufaktur Härke sowie das Göttinger Brauhaus.
Die Aktie ist im Segment „Mittelstandsbörse“ der Börse Hannover sowie im Freiverkehr der Börse Berlin notiert und im niedersächsischen Aktienindex NISAX20 enthalten.

## Geschichte

### Einbecker Bier
Einbecker Bier ist seit 1378 bekannt, wie eine Urkunde über einen Bierverkauf berichtet. Auch liegt der Ursprung des Bockbieres in der Hansestadt Einbeck. Mit der Vergabe des Stadtrechtes 1240 durch die Söhne Heinrich des Löwen war auch ein Braurecht für die Bürger verbunden. Das dort im Mittelalter gebraute obergärige Bier galt als Luxusware und wurde über weite Strecken, u. a. bis nach Italien, exportiert. Um die dafür nötige Haltbarkeit zu erreichen, braute man es mit einer ungewöhnlich hohen Stammwürze. Das Resultat war ein schweres, alkoholreiches Bier.
Am 17. April 1521 soll Martin Luther von Herzog Erich auf dem Reichstag zu Worms einen Krug Einbecker Bier erhalten haben, worauf er gesagt haben soll: „Der beste Trank, den einer kennt, der wird Einbecker Bier genennt.“ Später ließ er sich zu seiner Hochzeit einige Fässer Einbecker Bier heranschaffen.
Auch der herzogliche Hof der Wittelsbacher in München ließ sich seit 1555 aus Einbeck beliefern, bis man 1573 das erste bayerische Hofbräuhaus zunächst auf der Landshuter Burg Trausnitz gründete und 1589 nach München verlegte, um selbst Bier zu brauen. 1614 wurde ein Braumeister, wohl namens Elias Pichler, von Einbeck an das Hofbräuhaus abgeworben, der fortan sein Ainpöckisch Bier in München braute. Im bairischen Dialekt wurde daraus das „Oanpock“ und daraus im Lauf der Zeit die Bezeichnung Bockbier. Einbecker Bier ist der Ursprung aller Bockbiere. Wegen des hohen Alkoholgehalts des Bockbiers war es innerhalb der Hanse begehrt und wurde verschifft bzw. exportiert. Der Bierexport war derartig bedeutend, dass beispielsweise in Hamburg mit dem Eimbeck’schen Haus eine eigene Umschlagmöglichkeit geschaffen wurde.

### Einbecker Brauhaus
Im Jahre 1794 wurden die Einbecker Braurechte zusammengefügt, wodurch eine einzige Stadtbrauerei entstand. 1922 wurde diese mit der 1873 neu gegründeten Einbecker Brauerei Domeier & Boden vereinigt, nachdem die Hildesheimer Aktienbrauerei beide Brauereien zuvor aufgekauft hatte. 1967 wurde daraus die Einbecker Brauhaus Aktiengesellschaft, die zwei Jahre später mit der Schultheiss-Brauerei AG, Berlin und 1972 schließlich mit der Dortmunder Union-Brauerei zu Brau & Brunnen eine Fusion einging.
Im Jahr 1997 erwarb eine private Investorengruppe unter Führung der Ender & Partner Vermögensverwaltung AG, Köln die Aktienmehrheit an der Brauerei von der Dortmunder Brau & Brunnen AG.
Das Einbecker Brauhaus hat im Jahr 2015 etwa 15 Millionen Euro in Brau- und Abfülltechnik investiert. Im Rahmen dieser Modernisierung sind eine zweite Abfüllanlage sowie eine Verladehalle mit Fassabfüllung entstanden. Hinzu kam eine neue Filtrationsanlage im Jahr 2019, die mit Fördergeldern finanziert wurde. Die vollständig automatisierte Anlage befindet sich im ehemaligen Anstellkeller und kann bis zu 150 Hektoliter Bier pro Stunde filtern. Darüber hinaus wurde ein neuer Durchlufterzeuger mit Pumpen, Trocknern, Kühlern und Druckluft-Windkessel installiert.

## Tochtergesellschaften

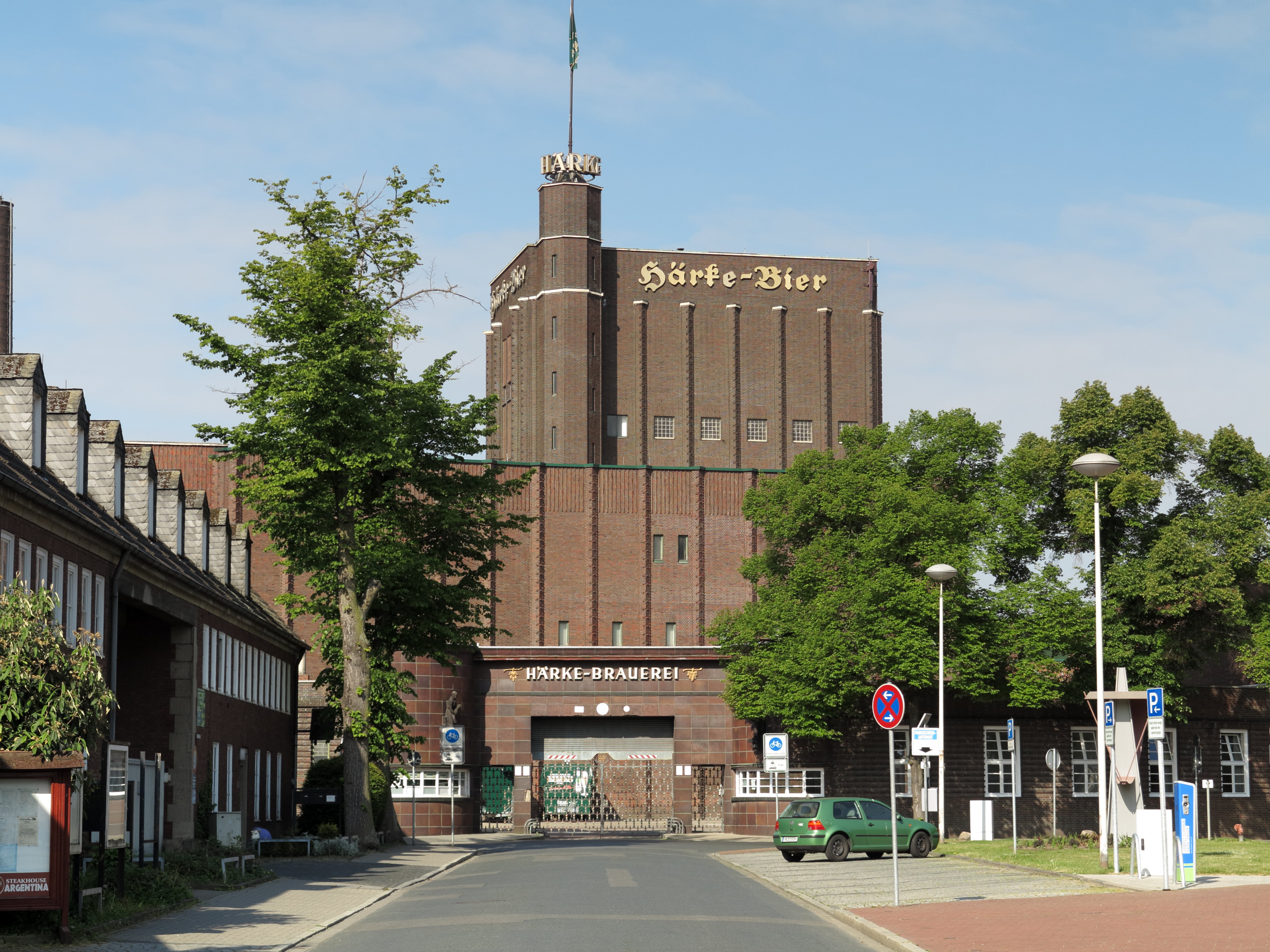
Die Braustätte der BrauManufaktur Härke in Peine

Seit Ende der 1980er Jahre gehört die Göttinger Brauhaus AG und seit 1997 die Martini Brauerei GmbH Kassel als 100%ige Tochtergesellschaften zur Einbecker Brauhaus AG.
Im September 2011 wurde mit der Privatbrauerei Härke GmbH & Co. KG in Peine ein Kooperationsvertrag geschlossen und die Getränkeabfüllung nach Einbeck verlagert. Am 16. November 2012 meldete das Unternehmen Insolvenz an und wurde im Januar 2013 von der Einbecker Brauerei übernommen. Seit der Schließung der Braumanufaktur Härke Ende 2023 wird das Härke Bier in der Einbecker Brauerei gebraut und abgefüllt.

## Biersorten

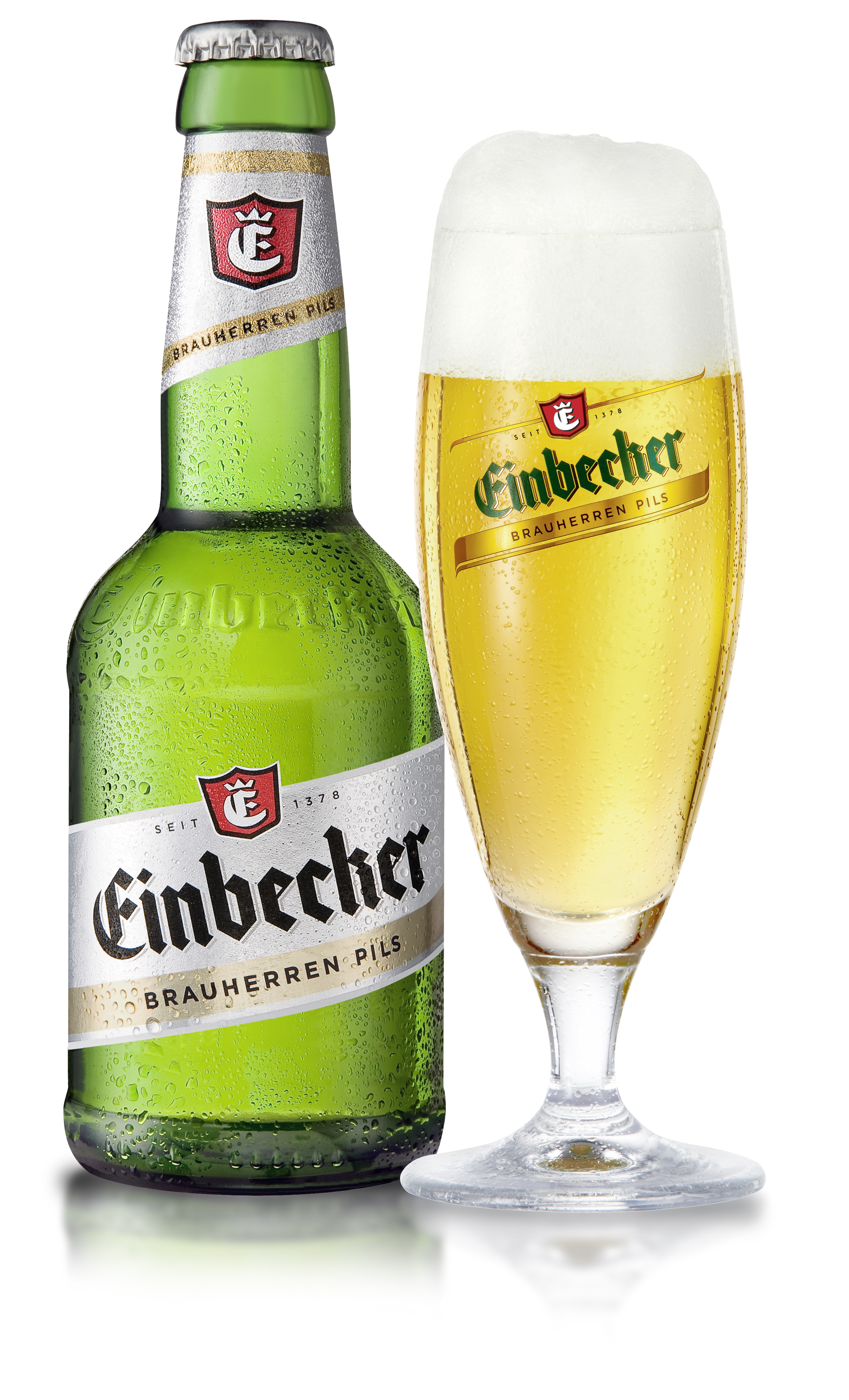
Die typische Einbecker Flasche

Die Brauerei vertreibt zahlreiche Biersorten und -arten, darunter:
- Einbecker Brauherren Pils
- Einbecker Brauherren Alkoholfrei
- Einbecker Dunkel
- Einbecker Kellerbier (naturtrüb)
- Einbecker Landbier Hell (ehemals Landbier Spezial)
- Einbecker Mai-Ur-Bock (saisonal)
- Einbecker Premium Pilsener
- Einbecker Radler Alkoholfrei 0,0%
- Einbecker Natur Radler
- Einbecker Blutorange
- Einbecker Ur-Bock dunkel
- Einbecker Ur-Bock hell
- Einbecker Weihnachtsbier (saisonal)
- Einbecker Winter-Bock (Doppelbock, erstmals Winter 2008/09, saisonal)
- Einbecker Weizen-Bock

Weitere Sorten:
- Nörten-Hardenberger Pils, Nörten-Hardenberger Export, Nörten-Hardenberger Bock, Nörten-Hardenberger Zwickl[6]
- Martini Meister Pils, Martini Edel Pils[7]
- Göttinger Edles Premium Pils
- Härke Pils, Härke Alkoholfrei, Härke Radler[8]

Seit Anfang 2023 gibt es mit der Sorte Cora ein Mischgetränk aus Cola und Orangenlimonade.
Bis zur Schließung der Martini Brauerei 2015 wurden die Biere der Sorte Nörten-Hardenberger am Standort in Kassel gebraut.
Die grünen Einbecker-Flaschen wurden zum 15. Juni 2009 mit neu gestalteten Etiketten und Kronkorken ausgestattet. Im Sommer 2010 wurden die Kisten der grünen Einbecker-Flaschen gegen neue getauscht. Ende 2012 wurden alle weiteren Flaschen der Sorte Einbecker und Nörten-Hardenberger mit neu gestalteten Etiketten ausgestattet.

## Aktionen

### Brauereibesichtigung
Die Einbecker Brauerei kann nach Terminvereinbarung im Rahmen einer Brauereiführung besichtigt werden. Hier können Interessierte den Entstehungsprozess des Bieres mitverfolgen und im Anschluss das Einbecker Bier im Ur-Bock-Keller der Brauerei probieren.

### Einbecker Hof-Fest
Einmal im Jahr, am letzten Samstag im April, findet auf dem Gelände der Einbecker Brauerei das Einbecker Hof-Fest statt. Bei Bier und geselliger Musik wird auf dem Brauereihof bis in die Nacht gefeiert.